# Juan Liwag
Juan R. Liwag (Gapan, 12 juni 1906 - 30 november 1983) was een Filipijns politicus. 

## Biografie
Juan Liwag werd geboren in Gapan in de Filipijnse provincie Nueva Ecija. Hij was een zoon van Diego Liwag en Isabel Ramos. Liwag studeerde rechten en voltooide in 1932 als valedictorian en cum laude een bachelor-opleiding rechten aan de University of the Philippines. In hetzelfde jaar slaagde hij tevens met het op een na beste resultaat voor het toelatingsexamen van de Filipijnse balie. In 1939 voltooide hij tevens een master-opleiding rechten aan de University of Santo Tomas. Nadien was hij werkzaam als advocaat.
In 1945 trad hij in dienst bij de Filipijnse overheid als aanklager voor het ministerie van justitie. Na enige tijd volgde promotie tot assistent-hoofd. In 1949 volgde een benoeming tot rechter van een Court of First Instance. Vanaf 1950 was hij districtsrechter van Albay en Catanduanes In 1952 werd Liwag benoemd tot Sollicitor-General (landsadvocaat). Deze positie bekleedde hij gedurende twee jaar. In 1961 werd Liwag door president Diosdado Macapagal benoemd tot onderminister van justitie. In mei 1962 volgde promotie en werd hij benoemd tot minister van justitie. In zijn periode als minister was hij onder meer verantwoordelijk voor de vervolging van de Amerikaanse zakenman Stonehill
Bij de verkiezingen van 1964 werd Liwag gekozen in de Senaat van de Filipijnen met een termijn tot 1969. In 1971 was hij een van de leden van de Constitutionele Conventie, waar de Filipijnse Grondwet van 1972 werd vastgelegd. Nadat Ferdinand Marcos in 1972 de staat van beleg uitriep werd het Filipijns Congres opgeheven. Marcos regeerde daarna op dictatoriale wijze het land. In 1978 werd er opnieuw een parlement ingericht. Liwag was een van de leden van dit interim-Batasang Pambansa. 
Naast de genoemde funties was Liwag ook nog onder meer directeur van de National Development Company, voorzitter van het Deportation Board, voorzitter van de Board of Pardons and Parole, iterim-directeur van het Bureau of Prisons, lid van de raad van bestuur van de Philippine National Bank.
Liwag overleed in 1983 op 77-jarige leeftijd. Hij was getrouwd met Consuelo Joson en kreeg met haar vier kinderen.